# Entrée (lexicographie)
Pour les articles homonymes, voir Entrée.
Une entrée est un article élémentaire repéré par un mot ou un groupe de mots (la vedette), dans un dictionnaire ou une encyclopédie.